# Neochóri (ort i Grekland, Mellersta Makedonien, Nomós Péllis)
Neochóri (Neochori) är en ort i Grekland.   Den ligger i prefekturen Nomós Péllis och regionen Mellersta Makedonien, i den norra delen av landet, 400 km norr om huvudstaden Aten. Neochóri ligger 163 meter över havet och antalet invånare är 395.
Terrängen runt Neochóri är varierad.Runt Neochóri är det ganska glesbefolkat, med 21 invånare per kvadratkilometer. Närmaste större samhälle är Aridaía, 7,0 km sydväst om Neochóri. Trakten runt Neochóri består till största delen av jordbruksmark.